# Fußballclub Wacker Innsbruck
|  | Aquest article tracta sobre l'equip actual. Si cerqueu pel club desaparegut el 1999, vegeu «Fußballclub Wacker Innsbruck (1915)». |

El Fußballclub Wacker Innsbruck és un club de futbol austríac de la ciutat d'Innsbruck, al Tirol.

## Història
El Wacker Innsbruck es va formar el juny de 2002 amb el nom FC Wacker Tirol i és el continuador dels històrics: FC Wacker Innsbruck, FC Swarovski Tirol i FC Tirol Innsbruck.
El club només trigà dos anys a ascendir a la màxima categoria del futbol austríac, que assolí el 2004. Aquest fet fou possible amb l'aliança del club de la 3a lliga Wattens. L'any 2007 adoptà el nom FC Wacker Innsbruck.